# Лей, Мадлен
Мадлен Лей (фр. Madeleine Ley; 5 мая 1901, Антверпен — 1981, Турне) — бельгийская писательница и поэтесса. Автор романов, сказок, детских повестей, поэтических сборников.

## Биография и творчество
Мадлен Лей родилась в 1901 году в Антверпене. Её отец Огюст Лей, ирландец по происхождению, занимался исследованиями в области психиатрии и в 1912 году возглавил кафедру психологии Брюссельского свободного университета. Переехав с отцом в Брюссель, Мадлен посещала школу Декроли, который был другом семьи, и рано проявила склонность к литературе.
С 1918 года Мадлен изучала философию в Свободном университете, однако после двух курсов оставила учёбу. Основным её занятием стало чтение (Бодлер, Гюго, Малларме, Дюамель, Гейне, Горький, Лагерлёф…); в 1920 году она написала свою первую сказку, «Le Rubis», в восточном духе. В 1921 году Мадлен Лей вышла замуж за врача Люсьена Вибова (Lucien Wybauw). Её хрупкое здоровье и склонность к нервным расстройствам стали причиной того, что супруги часто уезжали из города и подолгу жили на природе, в горах: горные пейзажи действовали на Мадлен успокаивающе. В этой обстановке она начала регулярно писать, преимущественно сказки.
В 1925 году у Мадлен родился сын Жак (впоследствии известный архитектор Жак Вибов), что вдохновило её на создание поэтического сборника «Pour mon bébé quand il saurait lire» («Моему малышу, когда он научится читать»). В 1930 году, по рекомендации Шарля Вильдрака, этот сборник детских стихотворений будет издан под названием «Petites voix» («Тихие голоса») с иллюстрациями Эди Леграна. Поэзия Лей была простой, ясной, прозрачной; посвящённая сборнику критическая статья в журнале Nouvel âge отмечала её созвучность поэтическим произведениям Рильке и Кэтрин Мэнсфилд.
В 1931 году газета Quotidien de Paris объявила конкурс на лучший детский роман. Послав свою рукопись «L’Enfant dans la forêt» («Ребёнок в лесу»), Мадлен выиграла конкурс, и год спустя роман был опубликован парижским издательством Editions Du Centaure. Постепенно Лей сблизилась с литературными кругами; завязалась переписка с Вильдраком, Францем Элленсом, Франс Адин, Мари Жевер и другими литераторами. С 1935 года Лей начала принимать участие в так называемых «Декадах Понтиньи» в Бургундии, где встречалась с Андре Жидом, Роже Мартеном дю Гар, Леопольдом Шово, Полем Дежарденом. В 1936 году, по предложению Мари Жевер, она заняла место вице-президента в Национальном совете бельгийских женщин (Conseil National des Femmes belges), одной из задач которого была популяризация творчества бельгийских писательниц за рубежом.
В 1935 году в издательстве Calmann-Lévy вышла её философская сказка для детей «La Nuit de la Saint-Sylvain», получившая чрезвычайно лестные отзывы в прессе. Однако настоящим успехом стал её первый роман для взрослых «Оливия», над которым она работала несколько лет и который в 1936 году вышел в издательстве «Галлимар». В 1937 году издательство Stock переиздало «Тихие голоса»; в 1938 — «L’Enfant dans la forêt». Переиздаются и другие произведения Мадлен Лей; её стихи включаются в поэтические антологии и школьные программы. Несколько стихотворений из сборника «Тихие голоса» положил на музыку Франсис Пуленк ; швейцарский композитор Жан Апотело (Jean Apothéloz) создал на основе девяти её стихотворений вокальный цикл «Voix claires». Поэзию Лей высоко ценил Морис Карем.
В 1939 году сборник рассказов «Histoires tragiques» («Трагические истории») принёс Мадлен Лей премию Виктора Росселя. Вдохновлённая успехом, она продолжает писать: детские сказки, повесть «Les Enfants des ténèbres» («Дети мрака», 1939), поэтический сборник «La Rose de Provins» (оставшийся неопубликованным), приключенческий роман. Однако война рушит планы: муж Мадлен арестован; ей самой, из-за превратностей военных лет, приходится жить в Кастельнодари; её и без того слабое здоровье продолжает ухудшаться. Тем не менее Мадлен не оставляет литературной деятельности: она сотрудничает с журналом Alerte; в 1941 году выходит сборник «La Maison du ciel», готовится к печати роман «La Mal Tournée».
20 января 1943 года трамвай, в котором находилась Мадлен, был остановлен сотрудниками гестапо; в ходе проверки документов между ними и пассажирами возникло бурное противостояние. На Мадлен, с её расшатанными нервами и обострённой восприимчивостью, эта сцена оказала сильнейшее воздействие, повлекшее за собой серьёзное ухудшение психического состояния. Она прекратила писать и большую часть времени пребывала в санаториях и психиатрических клиниках, вплоть до окончательного помещения в одну из них.
Мадлен Лей умерла в 1981 году, шесть лет спустя после смерти мужа. Многие её произведения остались неизданными; часть из них не дошла до нашего времени, другие сохранились лишь в черновиках.
На русском языке поэзия Мадлен Лей издавалась в переводах Михаила Яснова. По его словам, поэзии Лей свойственны тонкая выразительность, печальная созерцательность, сопереживание детским и отроческим утратам. Яснов называет Мадлен Лей «тонким художником, мастером „застывшей картинки“, где подчас мелкие и, казалось, несущественные детали … приобретают статус поэтического явления, удивительного в своей простоте и необычности».